# Miodrag Arturo Marinović Solo de Zaldívar
Miodrag Arturo Marinović Solo de Zaldívar (Punta Arenas, 7. siječnja 1967.) je čileanski političar hrvatskog podrijetla. Završio je poslovni inženjering.
Sin je Miodraga Marinovića, bivšeg dužnosnika ENAP-a i Victorie Solo de Zaldivar.
Neovisni je zastupnik. Zastupnik je 60. okruga, koji obuhvaća izborne jedinice Rio Verde, Antártica, Laguna Blanca, Cabo de Hornos, Porvenir, Primavera, Punta Arenas, San Gregorio, Timaukel i Torres del Paine.
To je mjesto izborio na parlamentarnim izborima 2009. gdje je ušao kao neovisni kandidat 2013. je dopredsjednikom je Zastupničkog doma.
Na parlamentarnim izborima 2005. za tijesnih 1,68% promaklo mu je drugo mjesto i ulazak u Zastupnički dom. 

## Vanjske poveznice
- Službene stranice  Arhivirana inačica izvorne stranice od 15. svibnja 2012. (Wayback Machine)